# Beaufay

Beaufay este o comună în departamentul Sarthe, Franța. În 2009 avea o populație de 1,366 de locuitori.